# Udea octosignalis
Udea octosignalis là một loài bướm đêm trong họ Crambidae.